# 樋口信孝
樋口 信孝（ひぐち のぶたか）は、江戸時代前期の公卿。樋口家の祖。

## 経歴
慶長4年（1600年）12月24日、右兵衛督堀河親具の次男として誕生。母は北条家家臣中條出羽守の娘。
承応元年（1652年）に従二位に叙せられ、その後参議まで昇進した。明暦4年（1658年）7月20日、薨去。享年60。

## 系譜
- 正室：広橋兼勝娘
  - 男子：樋口信康
  - 男子：中條信慶
- 生母不明の子女
  - 男子：中條信久 - 信斎
  - 女子：梅 - 徳川家光上臈
  - 女子：清雲院
  - 女子：勘解由小路（松寿院） - 徳川光友側室